# Phreatogammarus waipoua
Phreatogammarus waipoua är en kräftdjursart som beskrevs av Chapman 2003. Phreatogammarus waipoua ingår i släktet Phreatogammarus och familjen Phreatogammaridae. Inga underarter finns listade i Catalogue of Life.